# Ефект метелика 3: Одкровення
«Ефект метелика 3: Одкровення» (англ. The Butterfly Effect 3: Revelations) — американський фантастичний психологічний трилер 2009 року режисера Сета Гросмена, третій фільм франшизи «Ефект метелика»..
Теглайн: «Смерть повторюється».

## Сюжет
Сем Рейд переміщається у часі, щоб з'ясувати, хто вб'є ту чи іншу жертву. Він бере кримінальну справу і вирушає в минуле, щоб побачити вбивцю, не зупинити, а побачити, щоб не порушити часовий баланс, і тим самим допомагає збирати докази поліції. Для переміщення він використовує заповнену льодом ванну. За його життєзабезпеченням стежить його сестра Дженна.
В результаті пожежі, що трапилася в ранньому дитинстві (після якої він отримав здатність повертатися в минуле), вмирає сестра Сема Дженна. У розпачі він повертається в минуле, щоб врятувати сестру, але жертвує своїми батьками, які помирають при пожежі. Сем може переміщатися назад у часі, в будь-який момент свого життя і в будь-яке місце, в якому він бував раніше; йому потрібно лише сконцентруватись на тому, де і коли він хоче опинитися.
Ми дізнаємося, що Сем виплачує орендну плату своєї сестри і купує їй продукти, а також те, що вона рідко виходить з квартири і живе в злиднях. Якось раз до Сема приходить стара подруга — Елізабет Браун і просить про допомогу. Її друг Лонні Флінд сидить у в'язниці за помилкове звинувачення у вбивстві її сестри — Ребекки Браун, йому призначена смертна кара. Вона впевнена, що Лонні ні в чому не винен, і просить Сема розібратися у всьому цьому.
Але у Сема з Ребеккою були серйозні стосунки, і, якщо він вирушить назад у минуле, він не зможе просто так дивитися на вбивство і спробує його зупинити, тим самим поставить під загрозу часовий континуум. Усвідомлюючи це, він робить серйозний крок щодо запобігання вбивства Ребекки Браун і упіймання вбивці, але запізнюється, Ребекка вже була мертва, Елізабет вбили прямо на його очах. Повернувшись з минулого, він дізнається, що був підозрюваним у вбивстві Браун 10 років тому. Незабаром дізнається і про серійного вбивцю на прізвисько «Вбивця з Понтіака», який уже вбив 8 дівчат, перші з яких були сестри Браун. Сем збирається знайти маніяка, але з кожним разом це стає все важче і важче. Серійний вбивця випереджає його на крок, а поліція, бачачи Сема на місці злочину, вважає, що він і є «Вбивця з Понтіака».
Наприкінці з'ясовується, що Дженна теж може переміщатися в часі, і саме вона є «вбивцею з Понтіака», яка за своє спасіння закохалася в Сема. Вона вбивала тих дівчат, які повинні були стати подругами Сема. І Сем повертається в той день, коли була пожежа, та замикає Дженну в кімнаті, щоб вона не врятувалася.
В кінці фільму показана дочка Сема, названа на честь Дженни, на пікніку на честь дня народження свого батька. Вона кладе свою ляльку на ґрати барбекю і з посмішкою на обличчі спостерігає за тим, як вона згоряє.

## Ролі
- Кріс Кармак — Сем Рейд
- Рейчел Майнер — Дженна Рейд
- Мелісса Джонс — Віккі
- Кевін Ен — Гаррі Голдбург
- Лінч Тревіс — слідчий Ден Гленн
- Сара Гейбел — Елізабет Браун
- Міа Серафіно — Ребекка Браун
- Г'ю Маквайр — слідчий Джейк Ніколас
- Річард Вілкінсон — Лонні Фленнонс
- Шантель Джікалоун — Аніта Барнс
- Майкл Еллісон — хлопець Аніти
- Улісс Ернандес — Пако
- Лінда Бостон — домовласниця
- Майкл Плейс — молодий Сем
- Кетрін Таун —  молода Дженна
- Емілі Сьюттон-Сміт — мати в парку
- Денніс Норт — батько Сема
- Треовр Каллаган — син у парку
- Пітер Малот — нападник у парку
- Соня Авакян — секретарка
- Алексіс Стерр — дочка Сема
- Андреа Фостер — дружина Гленна
- Деніел Спинк — тюремник

## Виробництво
Знімання фільму проходили в Мічигані і закінчилися в жовтні 2008 р. На екрані фільм вперше з'явився як частина кінопрограми After Dark Horrorfest III, фестивалю фільмів жахів, що проводився в січні 2009-го. Фільм випущений на DVD 31 березня 2009.

## Критика
Рейтинг на IMDb — 5,6/10.

## Цікаві факти
- Коли Вікі і Сем займаються сексом, вони повинні бути оголеними, однак у фільмі є короткі проблиски стрінгів Вікі, які то з'являються, то зникають у деяких кадрах.[1]
- Сем іде в штаб-квартиру поліції Детройта для розслідування справи понтіакського вбивці. Проте насправді Понтіак, штат Мічиган, знаходиться в 30 милях на північ від Детройта, і всі злочини там розслідуються відділом Окленд департамента шерифа.[1]
- Дія фільму відбувається в Детройті, штат Мічиган. Лонні згідно з сюжетом, звинувачений у злочинах понтіакського вбивці, засудили до смертної кари. У реальності це неможливо, штат Мічиган скасував смертну кару за державні злочини в 1846 році. Лонні також не може бути засуджений до такої міри покарання і федеральним урядом, поправка конституції у 1963-му скасувала федеральну страту в штаті. Остання страчена людина в Мічигані була в 1938 році урядом США.[1]